# アンドレ＝ジャック・ガルヌラン

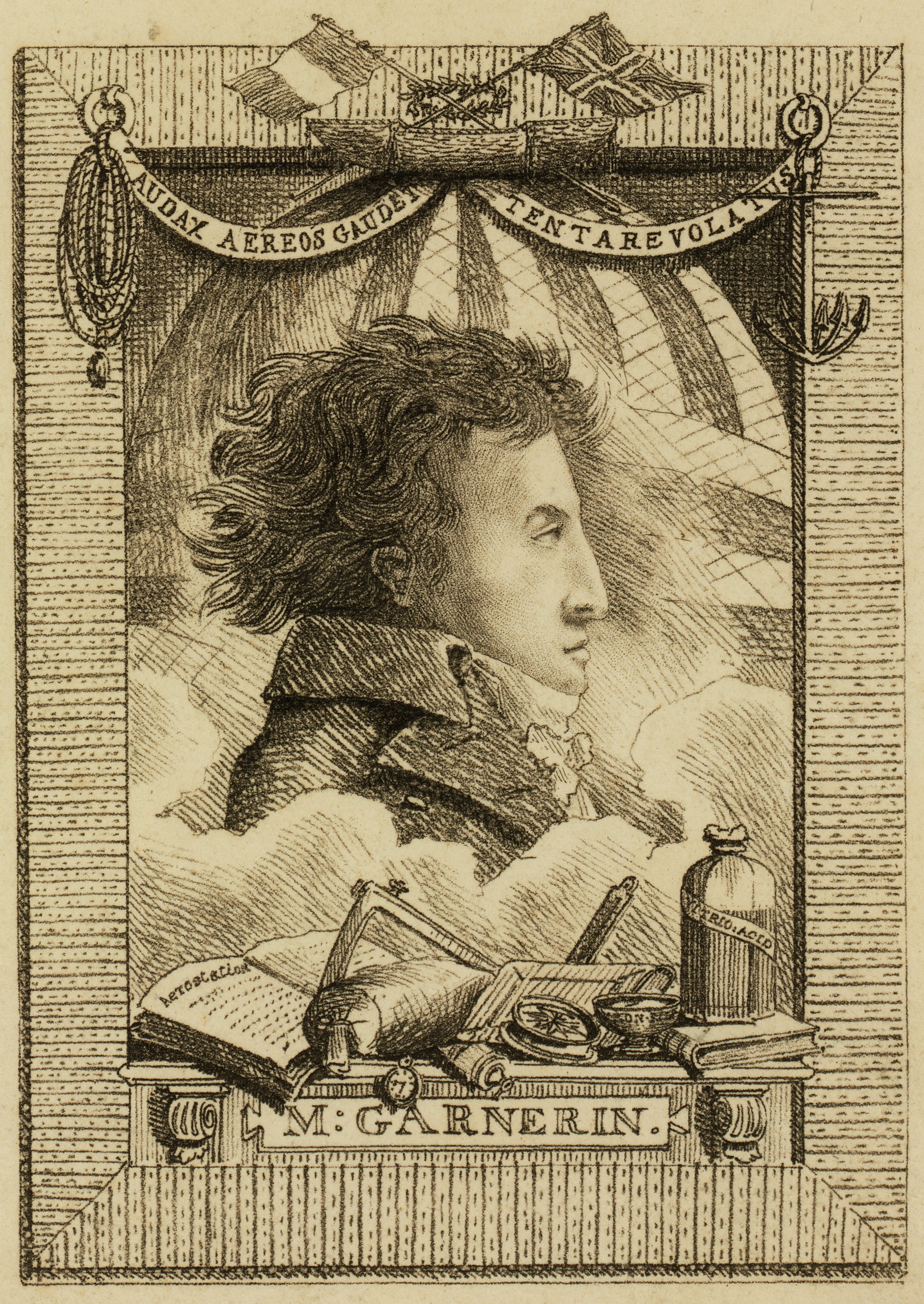
ガルヌランの肖像（1802年、E・H・ロッカー画）

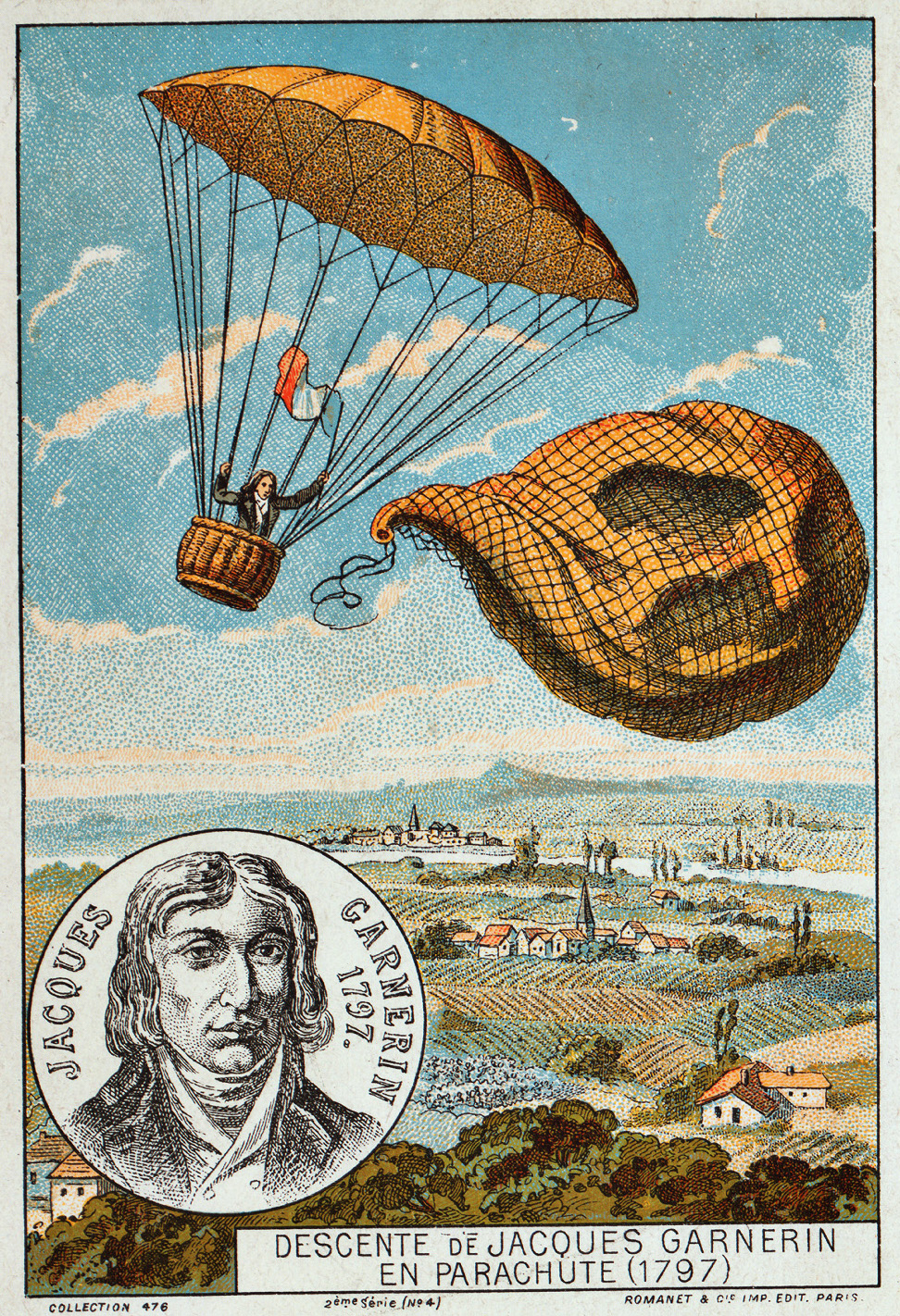
ガルヌランの降下の絵

アンドレ＝ジャック・ガルヌラン（André-Jacques Garnerin, 1769年1月31日 - 1823年8月18日）は、フランス人で、現代的なパラシュートの発明者である（従来のパラシュートは枠を持ったものであったが、ガルヌランはそれを省いた）。水素気球の発明者ジャック・シャルルの弟子であった。

## 経歴
パリ生まれ。ナポレオン戦争の初期にイギリス軍に捕まり、オーストリア軍に引き渡されてハンガリーのブダで3年間の捕虜生活を送る。その間に、脱走の目的でパラシュートを構想した。
解放されると、熱気球の飛行に熱中した。1790年に自ら製作した熱気球で飛行。1797年10月22日、パリにて、絹製のパラシュートを使い約900mの高度にある気球から初めて飛び降りた。着地時には衝撃があったものの、当人は無傷であった。ただし彼のパラシュートは頂部に穴がなかったので、気流の流れによって危険な横揺れをおこした。当然、着地した彼は気分が悪かったという。天文学者ジェローム・ラランドの助言により改良が行われた。妻のジャンヌ＝ジュヌヴィエーヴ・ガルヌランや姪のエリザも落下傘での降下を体験した。ジャンヌはパラシュート降下をした史上初の女性である。
1797年の初降下以降、各国はこぞってパラシュートの改良を行い、実験のわずか5年後の1802年には、ガルヌランが2400mからの落下に成功している。
ガルヌラン夫婦はアミアンの和約による平和期（1802年）にイングランドに赴き、ロンドンでパラシュート降下を実演している。この行為は以下のようなバラッドに詠われた。
| 「                     | Bold Garnerin went up（大胆なガルヌランは上がって行き） Which increased his Repute（それで評判も上がった） And came safe to earth（そして着地も安全だ） In his Grand Parachute（立派なパラシュートがあるから） | 」 |
| —作詞者名不詳（ より） | |    |

同年7月5日には水彩画家エドワード・H・ロッカーを同乗させて飛行。しかし仏・英関係が悪化したため帰国した。ガルヌランは気球による長距離飛行も行なっている。1803年10月3日から4日にかけ、モスクワ＝ポローヴァ（Polova）間の300kmを飛行。1807年11月22日から翌日にかけてはパリからクラウゼン（Clausen；ルクセンブルクの一部）の395kmを飛行した。その後パリで新しい気球を作っている際、現場の事故で（梁に打たれて）死亡した。

## 逸話
ガルヌランは1804年、ナポレオンの戴冠記念の祭りにおいて、三千個のランプで飾り付けられた無人気球を飛ばした。この気球は予想外の風に流されてローマまで飛んでゆき、暴君ネロの墓に衝突したという。新聞の皮肉な報道に煽られたナポレオンの怒りはガルヌランに向かったという。
（ただしこの時の気球はブラッチャーノ湖に落ちたとする資料もある）